# آهسته‌رو
آهسته‌رو (نام علمی: Perodicticus potto) نام یک گونه از تیره چشم‌گردان است.